# Cartoonito (Közép- és Kelet-Európa)

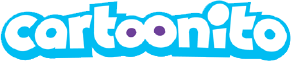
A műsorblokk korábbi logója. (2011. október 12-2014. január 1. között)

A Cartoonito egy brit gyerektévé, mely Magyarországon korábban műsorblokként volt elérhető a Boomerang rajzfilmadón. A blokk 2011. október 12-én indult, először angol nyelven, majd fokozatosan szinkronizálták a sorozatokat. Hamarosan aztán az összes sorozat magyarul ment rajta. Eleinte még csak elvétve lehetett látni, de nem sokkal már a műsoridő közel egynegyedét tette ki. A műsorblokk a 3-6 éves korcsoportot célozza meg animációs és élőszereplős sorozatokkal.
A Cartoonito-blokk 2014. január 1-én szűnt meg, a weboldala pedig még hamarabb. Legtöbb sorozata szünetre vonult, vagy átköltözött az éjjeli sávba. 2022. szeptember 1-én a műsorblokk újraindult, új sorozatokkal és arculattal. Magyarországon a műsorblokk, később már önálló csatorna hangja Haagen Imre, korábban Molnár Ilona volt. 2023. március 18-án reggel 6 órakor a műsorblokkból önálló csatorna lett, amely a Boomerangot váltotta fel. A csatorna reklámidejét az Atmedia értékesíti 2024. január 1-től, azelőtt a jogelőd csatornát is az RTL Saleshouse értékesítette.

## Története

### A 2010-es évek
2011. október 12-én megjelent a Boomerang új, óvodásoknak szóló programblokkja, a Cartoonito, amely hétköznaponként 6, 11 és 17 órától volt látható a csatornán. A Cartoonito keretében a következő sorozatokat mutatták be: Bébi bolondos dallamok, Gerald McBoing Boing, Jelly Jamm, Paddington medve és Pizsamás banánok. 2012-ben a következő élőszereplős sorozatokat mutatták be a Cartooniton: Kac-Kac Kócok és Cartoonito mesék. 2013-ban a következő sorozatokat mutatták be: Lazy Town és Tűzoltó mesék. A Cartoonito-blokk megszűnt 2014. január 1-jén.

### A 2020-as évek
2022. szeptember 1-én a műsorblokk újraindult, új arculattal és a következő sorozatokkal: Bébi bolondos dallamok, Musi-Musi és a gombácskák és Thomas, a gőzmozdony: Kismozdony kalandok. Az év hátralévő részében a következő sorozatok kerültek bemutatásra: Alagi, Birodalmi alakulat, CoComelon, Lucas, a pók és Pat, a kutya. Decemberben Karácsonyi mesedélelőttök címen különböző maratonok vették át a Cartoonito műsoridejét. 2023-ban a következő sorozatokat mutatták be: Alice és Lewis, Batwheels, Békavári uraság és barátai, Csillagközi Ella, Grizzy és a lemmingek, Lu és a Bogár Brancs, Menő Mike, Mr. Bean: A rajzfilmsorozat, Tom és Jerry-show. 2024-ben bemutatták a Tom és Jerry rebootját, Jessica nagy világa, Mókás vasárnapok és a Gondos Bocsok: Oldd fel a varázslatot! című sorozatot.

## Sorozatok
A blokk megszűnésekor (A Bébi bolondos dallamok kivételével) a legtöbb sorozat szünetre vonult.

### Jelenlegi sorozatok
- Alagi
- Alice és Lewis
- Barney világa[15]
- Batwheels[13]
- Bébi bolondos dallamok[5]
- Békavári uraság és barátai[16]
- Binky ügynök
- Birodalmi alakulat
- CoComelon
- Csillagközi Ella
- Dorothy Óz földjén
- Gondos Bocsok: Oldd fel a varázslatot!
- Grizzy és a lemmingek
- Jessica nagy világa
- Lamput
- Lucas, a pók[12]
- Lu és a Bogár Brancs
- Menő Mike
- Mr. Bean: A rajzfilmsorozat[6]
- Musi-Musi és a gombácskák[5]
- SuperThings: Kaboom City riválisai - Kazoom Power
- Tapsi Hapsi brigádja[17][18]
- Tom és Jerry (2023)
- Tom és Jerry New Yorkban
- Tom és Jerry-show
- Thomas, a gőzmozdony: Kismozdony kalandok[5]

### Várható sorozatok
- Nana Zanana[19]

### Korábbi sorozatok
- Cartoonito mesék
- Gerald McBoing Boing
- Jelly Jamm
- Kac-Kac Kócok
- Krypto, a szuperkutya
- Lazy Town
- Paddington medve
- Pizsamás banánok
- Tűzoltó mesék